# 風 (日本語入力システム)
風（かぜ）は、MS-DOS用日本語入力フロントエンドプロセッサ（FEP）およびWindows用日本語入力IMEである。超多段シフト方式を採用している。コンピュータの日本語入力法としては漢字直接入力（漢直）に分類される。

## MS-DOS版の風
1988年、MS-DOS用日本語入力FEPとして演算星組から販売された（現在は販売していない）。また、風と同じ動作をし、風の辞書（風辞書）をそのまま使うことのできるフリーのFEPとして、「鳳」「嵐」「瘋」「雪風」などがある。

## Windows版の風
現在ではWindows用日本語入力IMEとなり、開発者である冨樫雅文自身がシェアウェア（一定期間の試用は無料）として公開している。
Windows用の最新版は2.30。対応OSはWindows XP・Windows Vista・Windows 7である。
バージョン2.04まではWindows 95、Windows 98、Windows NT 4.0のみ、バージョン2.10から2.23まではこれに加えてWindows 98SE、Windows Me、Windows 2000、Windows XPに対応していたが、2.30からはWindows 2000以下が対象OSから外された。
2.04版までは、Windows 2000以上のOSでは風を「既定のIME」にした場合にログオンができなくなるなどの不具合が知られており、他のIMEを既定にしておいて、使用するときだけIMEを切換えるという方法で対処が行われていた。

## 超多段シフト方式
超多段シフト方式は、キーボードで大文字を打つときの「シフト操作」の考えを拡張したものである。シフトキーを押しながら文字キーを押すと、大文字（Capsロック時は小文字）が打たれる。また、記号や数字が刻印されたキーでは、シフト操作によって違う記号が入力される。すなわち、1つのキーに小文字と大文字、または2つの記号が重ねて定義されており、シフトキーを押すことによってそれらを区別させていることになる。シフト操作によって、1つのキーに2つ以上の文字を定義できるのだから、シフトの方法を工夫すれば全ての漢字をキーボードに載せることができるはず、というのが超多段シフト方式の発想である。

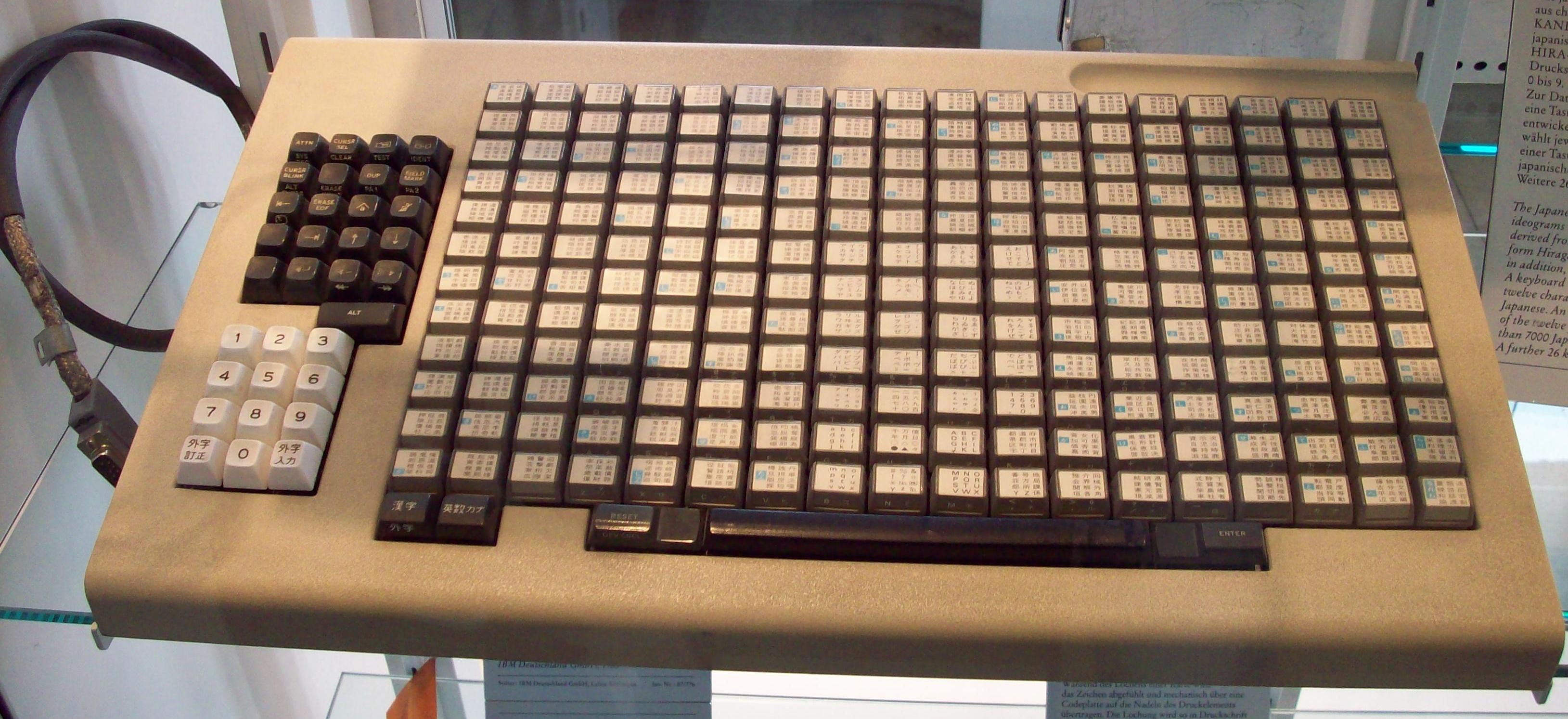
多段シフト方式キーボードの一例

「超多段シフト方式」は、かつて電算写植の文字入力用に使われていた「多段シフト方式」を発展させたものである。多段シフト方式とは、数十～数百の文字キーと、それらをハードウェア的にシフトする数～数十のシフトキーを組み合わせ、数千程度の文字を入力できるというものであったが、キーの多さなどからタッチタイピングはほぼ不可能なものであった。「超多段シフト方式」はハードウェアシフトに代えてソフトウェアシフトを採用し、シフト操作には「漢字の読みを入力する」ことを当て、1つの文字キーに数多く（最大で約3000）の文字を割り当てることで40の文字キーにJIS第一・第二水準(JIS C 6226-1978)の6949文字を収容することを可能にしている。
何らかの読みを入力して漢字変換キー（標準設定はスペースキー）を押すと、文字入力用の40のキーがその読みを持った漢字に仮想的に「シフト」する。シフトされた結果は画面上に仮想鍵盤として表示される。入力したい文字に相当するキーを押すと文字が入力される。ある文字に対応する仮想鍵盤上の位置は、どの読みでシフトを行っても常に同じになるように設計されている。例えば、「風」という文字を出すときは「かぜ」でも「ふう」でも仮想鍵盤1面目の中段人差指（"F"と刻印されたキー）を押下し、「鮭」は「さけ」でも「けい」でも仮想鍵盤2面目の上段薬指（"W"）となる。この打鍵位置もある程度の最適化が行われており、よく使う文字ほど打ちやすい位置になるようにしてある。打鍵位置と文字との対応表が「風辞書」である。
別の見方をすれば、単漢字変換を拡張したものということもできる。風の使い始めはその見方で入力をして行くことになる。その内に、シフト動作（読みの入力）も含めた打鍵手順を体が覚えるようになり、「漢直」に近づいて行く。その意味で、風は「補助輪付きの漢直」と呼ばれる。

## 外部サイト
- 風のくに - 開発者のサイト。最新版の公開もここで行われる。
- 超多段シフト方式日本語入力FEP「風」と その互換ドライバ「鳳」について
- 鳳の最新版がパッケージに含まれている